# Waubay
Waubay è un comune degli Stati Uniti d'America, situato in Dakota del Sud, nella contea di Day.

## Storia

### Origini
Il sito dove sarebbe sorta Waubay, nel 1880 era conosciuto come Stazione 50. Quando nello stesso anno arrivò la ferrovia, fu chiamato Blue Lake, nome che venne cambiato in Waubay nel 1885. Ci sono varie interpretazioni sull'origine del nome: in una lingua dei nativi locali vuol dire "scuoiare un animale", mentre in lingua dakota Wa-Be significa "nido di uccelli selvatici".